# Xanthorhysis
 Xanthorhysis  ist eine ausgestorbene Gattung der Primaten, die vor rund 40 Millionen Jahren im mittleren Eozän im Gebiet der heutigen Volksrepublik China vorkam. Die Gattung wurde erstmals 1989 wissenschaftlich beschrieben. Typusart und zugleich einzige Art der Gattung ist Xanthorhysis tabrumi.

## Namensgebung
Die Bezeichnung der Gattung ist abgeleitet von den griechischen Wörtern ξανθό xánthos, „gelb“ und ῥύσις rhúsis, „Fluss“, ein Verweis auf den Fundort im Bereich eines Zulaufs zum Gelben Fluss. Das Epitheton der Typusart, tabrumi, ehrt laut Erstbeschreibung Alan R. Tabrum, einen Präparator des Carnegie Museum of Natural History, der am 22. Mai 1994 das bislang einzige Fossil der Gattung entdeckte.

## Erstbeschreibung
Der Erstbeschreibung von Gattung und Typusart im Jahr 1989 liegt als Holotypus das Fragment eines linken Unterkiefers mit fünf gut erhaltenen Zähnen (Prämolar P3 und P4, Molar M1 bis M3) sowie den Zahnfächern von Eckzahn und Prämolar P2 zugrunde (Sammlungsnummer IVPP V12063). Dieses Fossil war zum Zeitpunkt seiner Entdeckung der vollständigste (im Original: „the most nearly complete“) Beleg für die Familie der Koboldmakis (Tarsiidae) aus dem Eozän.
Anhand der Merkmale der Zahnkronen und der Zahnwurzeln – insbesondere der Molaren – wurde die Gattung vom fossil überlieferten Afrotarsius sowie vom gleichfalls fossil überlieferten Tarsius eocaenus abgegrenzt, ferner von den heute lebenden Sunda-Koboldmakis und Philippinen-Koboldmakis. Zugleich wurde aber in der Erstbeschreibung herausgestellt, dass die Gattung Xanthorhysis aufgrund der Merkmale ihrer Zähne von allen anderen Primaten mit Ausnahme der Angehörigen der Gattung Tarsius unterschieden werden kann und möglicherweise am ehesten Eosimias nahesteht.

## Belege
1. ↑  K. Christopher Beard: A New Genus of Tarsiidae (Mammalia: Primates) from the Middle Eocene of Shanxi Province, China, with Notes on the Historical Biogeography of Tarsiers. In: Bulletin of Carnegie Museum of Natural History. Band 34, 1989, S. 260–277, Volltext.